# Derby (Iowa)
Pour les articles homonymes, voir Derby.
Derby est une ville du  comté de Lucas, en Iowa, aux États-Unis. Elle est fondée en 1872 et incorporée le 4 février 1901.

## Source de la traduction
- (en) Cet article est partiellement ou en totalité issu de l’article de Wikipédia en anglais intitulé « Derby, Iowa » (voir la liste des auteurs).